# 上田まほろばユースホステル
上田まほろばユースホステル（うえだまほろばユースホステル）は日本ユースホステル協会に加盟している長野県上田市別所温泉のユースホステル。

## 沿革
1981年 3月10日開所。

## 設備
- 個人や小グループに適している
- 余裕があればグループで一室利用可
- 駐車場あり
- 駐輪場あり
- 会議室あり
- 洗濯機あり
- 乾燥機あり
- 荷物預かりあり
- 全室禁煙
- 英語による予約可
- 周辺にスポーツ施設あり
- 近隣に温泉「別所温泉相染閣「あいそめの湯」」（上田市営の日帰り温泉施設。徒歩8分）あり（ユースホステル内に温泉引湯はしていない）
- レンタサイクルあり
- 「民話カフェ」あり（2017年開設[1]。別棟）
- 図書室「まほろば文庫」あり（1986年開設。別棟）
- 喫茶室あり（別棟）

## 休館
- オフシーズンの水曜日、その他臨時休館あり
- 夕食は12月から3月まで提供

## アクセス
- 北陸新幹線・しなの鉄道上田駅から上田電鉄別所線30分別所温泉駅下車、徒歩10分。
- 別所温泉の温泉街中心部までは徒歩20分程度。